# Parasalurnis roseicincta
Parasalurnis roseicincta är en insektsart som först beskrevs av Walker 1862.  Parasalurnis roseicincta ingår i släktet Parasalurnis och familjen Flatidae. Inga underarter finns listade i Catalogue of Life.